# ハーマン・J・マンキーウィッツ
ハーマン・ジェイコブ・マンキーウィッツ（Herman Jacob Mankiewicz, 1897年11月7日 - 1953年3月5日）はアメリカ合衆国の脚本家である。アカデミー脚本賞を受賞した1941年の『市民ケーン』の脚本家として知られる。オスカー監督であるジョーゼフ・L・マンキーウィッツは実弟。

## 経歴
1897年、ニューヨーク市で生まれる。父親のフランツ・マンキーウィッツはベルリン生まれで1892年にハンブルクからアメリカに移住して来た。1917年、コロンビア大学を卒業。編集者として働いた後、アメリカ陸軍に入隊。
1920年から1922年まで『シカゴ・トリビューン』紙の海外特派員としてベルリンに滞在。その間に執筆活動を始める。1925年から1926年まで『ザ・ニューヨーカー』誌で演劇の批評コラムを書く。これがハリウッドのプロデューサー、ウォルター・ウェンジャーの目に留まり、パラマウント映画と契約、ハリウッドで脚本家として働くようになる。
1941年の『市民ケーン』でアカデミー脚本賞を受賞。
1953年、尿毒症で死去。

## 主な作品
- マンダレイの道 - The Road to Mandalay (1926)
- パリで御難 - Stranded in Paris (1926)
- 近代女風俗 - Fashions for Women (1927)
- サンダーボルト - Thunderbolt (1929)
- 放浪の王者 - The Vagabond King (1930)
- 摩天楼の巨人 - Ladies Love Brutes (1930)
- 名門芸術 - The Royal Family of Broadway (1930)
- 街の紳士 - Man of the World (1931)
- 愛欲の果て - Ladies' Man (1931)
- 火の翼 - The Lost Squadron (1932)
- 闇に踊る - Dancers in the Dark (1932)
- 頓珍漢嫁探し - Girl Crazy (1932)
- 晩餐八時 - Dinner at Eight (1933)
- 駄法螺男爵 - Meet the Baron (1933)
- 或る夜の特ダネ - After Office Hours (1935)
- 逢瀬いま一度 - Escapade (1935)
- 市民ケーン - Citizen Kane (1941)
- 打撃王 - The Pride of the Yankees (1942)
- クリスマスの休暇 - Christmas Holiday (1944)
- 青春の宿 - The Enchanted Cottage (1945)
- 海賊バラクーダ - The Spanish Main (1945)
- 女の秘密 - A Woman's Secret (1949)

## 受賞歴

### アカデミー賞
受賞
第14回アカデミー賞 脚本賞:『市民ケーン』（1941年）
ノミネート
第15回アカデミー賞 脚色賞:『打撃王』（1942年）